# اوسورگینو (شهرستان اوفیمسکی، باشقیرستان)
اوسورگینو (انگلیسی: Osorgino, Ufimsky District, Republic of Bashkortostan) یک شهرک در شهرستان اوفیمسکی استان باشقیرستان کشور روسیه است.